# Jørgen Herman Vogt
Jørgen Herman Vogt (født 21. juli 1784, død 12. januar 1862) var en norsk statsråd, farbror til Niels Petersen Vogt og Lorenz Juhl Vogt.
Vogt var født i Drammen, hvor hans fader, exam. juris Niels Nielsen (1755-1809), der havde antaget navnet Vogt, på den tid var købmand. Vogt gik i skole på Kongsberg, hvor faderen havde bosat sig 1793, og blev student med udmærkelse 1800. Allerede 1801 blev han ansat som kopist i et kontor under Finanskassedirektionen, hvorfra han endnu samme år i samme stilling overflyttedes til Finanskollegiets sekretariat. Her vandt han hurtig sine overordnedes, frem for alle grev E.H. Schimmelmanns yndest. I 1806 tog han juridisk embedsexamen og blev så 1807 fuldmægtig i sit gamle kontor. I denne stilling opholdt han sig fra novwmber 1807 til maj 1808 i Rensborg.
Imidlertid var hans fader 1803 bleven sorenskriver i Nordfjord, og da han døde 1809, kom Vogt der hen som hans efterfølger og boede der til 1812, da han blev assessor i Finanskassedirektionen og arkivar i Finanskollegiet. Det havde tillige været tanken at påkalde hans arbejdsevne og kyndighed for udarbejdelsen af rigsbankforordningen af 5. januar 1813. Men familieforhold havde foreløbig holdt ham tilbage i Drammen, hvorfra han først kunde komme af sted over nytår. I København udarbejdede han en oversigt over det danske monarkis skattevæsen, hvoraf kun første hæfte blev udgivet (1815).
Imidlertid indtraf begivenhederne i 1814, og Norge skiltes fra Danmark. Vogt trådte ind i den nystiftede Nordmandsforening, hvor han med Chr. Pram og J. A. Hielm var Direktør. Senere drog hans lyst ham til Norge, hvorhen han også kaldtes af rigets prinsregent. Inden sin ankomst blev han valgt til medlem af den finanskomite, der var nedsat af Rigsforsamlingen på Ejdsvold. I midten af september ankom Vogt til Kristiania, hvor han snart, med titel af kommitteret, fik sig overdraget bestyrelsen af regeringens Finansdepartement. Ved den norske regerings reorganisation i november 1814 overdrogs dette Departement til grev J. C. H. Wedel Jarlsberg, og under ham blev Vogt ekspeditionssekretær, hvorhos han sammen med statssekretær P. Chr. Holst, præsten Niels Wulfsberg og overlærer Chr. Døderlein blev redaktør af den nye norske Rigstidende.
I 1815 overdrogs der ham et nyt ansvarsfuldt hverv, i det han med statsråd Severin Løvenskiold sendtes til Danmark for at underhandle om det finansielle opgør. Dermed bortfaldt hans arbejde i Finanskomiteen. Om høsten 1815 kom han i anledning af forhandlingerne med Danmark på et kort besøg til Kristiania for der at fremlægge et dansk konfidentielt tilbud for kronprins Carl Johan. Men ved en avisartikel om det nye unionelle krigsflag pådrog han sig dennes uvilje og kom som en følge deraf ikke til at vende tilbage til København.
Han forblev således i Kristiania, hvor han fra 1818 var medlem af den i 1814 anordnede lovkomité. I 1817 var han af regeringen bragt i forslag til at konstitueres som statssekretær, men kongen resolverede: "Vor norske regering har at foreslå et andet subjekt." Derimod blev han 1822 udnævnt til statssekretær og derpå 16. september 1825 til statsråd og chef for Armédepartementet. 1826-27 bestyrede han Justitsdepartementet og var 1827-28 medlem af statsrådafdelingen i Stockholm. Fra 1829 til 1836 var han fritaget for sit arbejde i regeringen og dens departementer, da han i denne tid var medlem af den under 28. november 1828 nedsatte lovkommission.
Efter den politiske krise 1836, da grev Wedel var udnævnt til statholder, kaldtes Vogt på hans initiativ atter til at tage sæde i statsrådet, denne gang som chef for Finans-, Handels- og Tolddepartementet. I en række af år ledede han nu denne gren af statsstyrelsen, i hvilken han særlig var kyndig. Til dels var han også chef for Justitsdepartementet. I 1845 anklagedes Vogt for en rigsret, men blev frifunden. Da Severin Løvenskiold i 1856 trådte af som statholder, medens samtidig kronprins Carl udnævntes til vicekonge, blev Vogt regeringens første medlem. Mellem ham og den unge vicekonge var forholdet ikke det bedste. Den gamle statsmand, der havde over et halvt århundredes administrative erfaring bag sig, følte sig ikke tiltalt af de principper for styrelsen, som nu kom til at råde, og han undlod ikke derom at udtale sig.
På kronprinsens opfordring indgav han under 22. november 1858 sin ansøgning om afsked, hvilken blev indvilget 8. december samme år. Begivenheden vakte stor opsigt. Med denne Vogts tilbagetræden var den sidste mand fra 1814, der endnu var tilbage i Norges offentlige liv, trådt over i det private liv. Hans Optegnelser om sit Liv og sin Embedsvirksomhed for årene 1784 – 1845 udkom 1871; for 1847-1858 udkom de i 1895. Disse i formen meget tørre memoirer er et værdifuldt historisk kildeskrift. Forfatterens tunge stil kan hyppig brede sig med knudret omstændelighed. Men så lægger han pludselig i en kort, udtryksfuld sætning frem et vink til bedømmelse af personer og forhold, der kan opveje mangen en udførlig omfattende skildring. Frem for alt anses disse memoirer være pålidelige.